# Панезеров, Дмитрий Фёдорович
Дмитрий Фёдорович Панезеров (известен также как Паназёров; умер предп. в 1879) — русский художник-график. По определению Н. П. Собко, «рисовальщик и гравёр крепкой водкой».

## Биография
Родился в семье государственных крестьян Пудожского уезда.
Поступил в Академию художеств вольнослушателем в 1868 году. В 1869 году прошёл экзамен и включён в число действительных учеников второго курса по гравированию. Учился успешно, за офорт 1871 года с картины Г. Г. Мясоедова «Бегство Дмитрия Самозванца из корчмы на литовской границе» награждён малой поощрительной медалью. В том же году для альбома «Русские картины» награвировал две литографии — репродукции с картин: «Поздравление молодых» Г. Г. Мясоедова и «Деревенские свадебные поезжане» П. Н. Грузинского.
И. Е. Репин упоминает Панезерова как инициатора создания кассы взаимопомощи в Академии и описывает его следующим образом:

кривым выбритым черепом, низко надвинувшимся ему на маленькие татарские глазки, широким ртом и большими ушами похожий на острожника, но добрый вятич, земляк В. Васнецова
Из-за недостатка средств Панезеров не смог регулярно посещать занятия в Академии и был вновь переведён в вольнослушатели, а в 1874 году оставил обучение.
В 1876—1878 годах работал в мастерской К. К. Кастелли. По утверждению Д. А. Равинского, именно Панезеров, а не Кастелли, награвировал в офорте большинство портретов-миниатюр для книги старшего хранителя нумизматического отделения Эрмитажа Ю. Б. Иверсена «Медали в честь русских государственных деятелей и частных лиц» (1878—1883).
Панезеров рисовал на крупнозернистом камне, в связи с чем его манера литографии отличается некоторой нечеткостью рисунка. По мнению В. И. Плотникова, бо́льшую ценность представляют ранние работы Панезерова в технике офорта, обучение которой в то время в Академии художеств не велось.

## Работы
- Офорт 1870 года «Крестьянка прощается с сыном», вероятно по собственному эскизу[2].
- Офорт 1871 года с картины Г. Г. Мясоедова «Бегство Григория Отрепьева из корчмы на литовской границе» (1862)[3]. Гравюра воспроизведена в журале «Нива», 1872, № 97.
- Офорт 1872 года с картины художника И. А. Пелевина «Крестьянка с ребёнком на коленях».
- Эстамп с рисунка М. О. Микешина «Жница»[2].